# Estanislau da Silva
 (août 2024).
Si vous disposez d'ouvrages ou d'articles de référence ou si vous connaissez des sites web de qualité traitant du thème abordé ici, merci de compléter l'article en donnant les références utiles à sa vérifiabilité et en les liant à la section « Notes et références ».
Estanislau da Silva est un homme d'État timorais, né le 4 août 1952 à Dili.

## Biographie
Estanislau da Silva devient membre du Fretilin en 1974 puis, après l'indépendance éphémère en novembre 1975 suivie de l'annexion par l'Indonésie, part en exil jusqu'en 1999. Au cours de ces 24 années hors du Timor oriental, officie notamment comme « ambassadeur » pour la résistance timoraise.
Durant cette période, il réside successivement au Portugal (l'ancienne puissance coloniale) en 1975-1976, au Mozambique (autre ancienne colonie portugaise) de 1976 à 1984, de nouveau au Portugal, en 1984-1985 et enfin en Australie, de 1985 à 1999.
Il revient au Timor oriental à l'occasion du référendum sur l'autodétermination, organisé en 1999 sous l'égide commune des Nations unies, du Portugal et de l'Indonésie, et participe aux travaux préparatoires de l'indépendance formelle du pays, qui intervient le 20 mai 2002.
Il est alors nommé ministre de l'Agriculture, de la Forêt et de la Pêche, dans le gouvernement dirigé par Mari Alkatiri. Après la démission de ce dernier, le 26 juin 2006, il devient vice-Premier ministre, le 10 juillet 2006, dans le gouvernement dirigé par José Ramos-Horta.
Le 19 mai 2007, sur proposition du Fretilin, formation majoritaire au parlement national, il est nommé Premier ministre par intérim par le président de la République, Xanana Gusmão, ses fonctions devant s'achever après les élections législatives de juin 2007. Sa nomination résulte de l'élection à la présidence de la République du Premier ministre sortant, José Ramos-Horta, qui est investi le 20 mai devant le Parlement.